# Jari Ronkainen
Pour les articles homonymes, voir Jari et Ronkainen.
Jari Pekka Ronkainen (née le 28 mai 1972 à Hollola) est un homme politique finlandais.

## Biographie
Jari Ronkainen est de profession charpentier.
Dans les années 2005-2014, il a également travaillé comme entrepreneur dans le secteur de la construction.
Sa conjointe est l'ancienne députée Johanna Jurva (fi).

## Carrière politique
Jari Ronkainen est élu conseiller municipal de Hollola lors des élections municipales finlandaises de 2008, où il a obtenu 259 voix.
Il est réélu conseiller municipal lors des élections municipales finlandaises de 2012, où il a obtenu 532 voix.
Jari Ronkainen est élu pour un troisième mandat de conseiller avec 334 voix aux élections municipales finlandaises de 2017.
Aux élections législatives finlandaises de 2011, Jari Ronkainen était candidat dans la circonscription  du Häme, mais n'a pas été élu avec 4 362 voix. Il n'a pas été élu lors de la deuxième tentative lors des élections législatives finlandaises de 2015, lors desquelles il a obtenu 4 442 voix.
Aux élections législatives finlandaises de 2019, il est réélu avec 6 038 voix.
Aux élections législatives finlandaises de 2023 il est réélu avec 4 820 voix .
Depuis 2015, il est membre du Conseil de surveillance d'Yleisradio.